# Björn Jansen (Manager)
Björn Jansen (* 14. April 1958 in Hamburg) ist ein deutscher Unternehmer und Manager. Der promovierte Maschinenbau-Ingenieur startete seine berufliche Karriere im Jahr 1988 im Druckbereich der Bertelsmann AG. 1996 wechselte er als Geschäftsführer zur Eßlinger Zeitung, 1999 nach Mannheim, wo er geschäftsführender Gesellschafter der Mediengruppe Dr. Haas ist, die mit einem Jahresumsatz von 104,6 Mio. Euro (2011) unter anderem die Tageszeitung Mannheimer Morgen herausgibt. Jansen ist verheiratet und hat zwei Kinder.